# Pattaclop Pénélope
Pattaclop Pénélope ou Les Aventures de Pénélope Joli-cœur (The Perils of Penelope Pitstop, littéralement « Les Périls de Penelope Pitstop ») est une série télévisée d'animation américaine en 17 épisodes de 25 minutes produite par les studios Hanna-Barbera et diffusée entre le 13 septembre 1969 et le 17 janvier 1970 sur le réseau CBS.
En France, la série a été diffusée à partir du 3 mars 1985 sur Canal+ dans l'émission Cabou Cadin puis rediffusée sur les chaînes du câble et du satellite, telles Canal J en 1993 dans Monsieur Nô, Cartoon Network du 1er mai 2000 jusqu'en 2003 puis Boomerang de 2003 à 2008.

## Synopsis
La jeune orpheline Pénélope est l'héritière d'une grande fortune. Ce que la naïve Pénélope ignore, c'est que, si elle venait à mourir, sa fortune irait à son tuteur légal, Sylvestre Tapinoès, surnommé « le Chaperon noir » parce qu'il masque son identité derrière un masque, une longue cape et un large chapeau noir. Avec l'aide de ses acolytes, le vil tuteur va tendre des pièges pour éliminer la jeune femme. Mais Pénélope est aidée et protégée par les Zozos zélés, une bande de farfelus tombés sous son charme. Grâce à eux, les machinations du Chaperon noir se retournent toujours contre leur auteur.

## Historique de la création
La série est inspirée d'un célèbre feuilleton cinématographique à suspense du nom de Les Périls de Pauline, tourné aux États-Unis en 1914, au temps du muet. Vingt épisodes narraient les aventures d'une jeune héritière qui se retrouvait dans une situation de grand danger à la fin de chaque épisode. Les spectateurs devaient attendre l’épisode suivant pour connaître le dénouement. De même, chaque épisode du dessin animé Pattaclop Pénélope se termine lui aussi sur un énorme suspens qui laisse l’héroïne dans une situation désespérée.
Pattaclop Pénélope est également dérivée du dessin animé Les Fous du volant (avec le méchant Satanas et son chien Diabolo), produit la même année. Le personnage de Pénélope Joli-cœur y apparaissait au volant de sa voiture convertible rose. Y apparaissaient également les Zozos zélés (appelés Al Carbone et sa bande dans Les Fous du volant).

## Fiche technique
- Titre original : The Perils of Penelope Pitstop
- Titre français : Les Aventures de Pénélope Joli-cœur puis Pattaclop Pénélope
- Réalisateur : William Hanna, Joseph Barbera
- Scénaristes : Michael Maltese, Joe Ruby, Ken Spears
- Musique : Ted Nichols
- Production : Alex Lovy
- Sociétés de production : Hanna-Barbera
- Pays d'origine : États-Unis
- Langue : anglais
- Nombre d'épisodes : 17 (1 saison)
- Durée : 25 minutes
- Dates de première diffusion :
  -  États-Unis : 13 septembre 1969 sur CBS
  -  France : 3 mars 1985 sur Canal+

## Distribution

### Voix françaises
Doublage réalisé par le Studio SOFI
- Michelle Bardollet : Pénélope
- Gérard Hernandez : Sylvestre Tapinoès / Le chaperon noir
- Francis Lax : le chef des Zozos zélés
- Roger Carel : le narrateur

### Voix originales
- Janet Waldo : Penelope
- Paul Lynde : Sylvester Sneekly / The Hooded Claw (VF : Sylvestre Tapinoès/ Le chaperon noir)
- Mel Blanc : Bully Brothers (VF : le chef des Zozos zélés)
- Don Messick : Dum Dum
- Paul Winchell : Clyde
- Gary Owens : le narrateur

## Épisodes
1. Pénélope jongle dans la jungle (Jungle Jeopardy)
2. Le Tramway infernal (The Terrible Trolley Trap)
3. Chaperon noir planche sur les planches (The Boardwalk Booby Trap)
4. Péril dans l'Ouest (Wild West Peril)
5. Attraction sans attraction (Carnival Calamity)
6. Cinéma à Hollywood (The Treacherous Movie Lot Plot)
7. Péripétie dans le désert (Arabian Desert Danger)
8. Périls à tous les étages (The Diabolical Department Store Danger)
9. Situation explosive (Hair Raising Harness Race)
10. Péril au Pôle Nord (North Pole Peril)
11. Frayeur dans la forêt (Tall Timber Treachery)
12. Cérémonie d'inauguration (Cross Country Double Cross)
13. Soif d'aventures au milieu du désert (Big Bagdad Danger)
14. Chinoiserie (Bad Fortune in a Chinese Fortune Cookie)
15. Cirque au cirque (Big Top Trap)
16. La Chasse au trésor (Game of Peril)
17. Cache-cache dans les rues de Londres (London Town Treachery)

## Produits dérivés (France)

### VHS
Pattaclop Pénélope - Éditeur : Vidéo collection ; collection : Kid Vision ; Référence : VCF 150011 ; 01.01.1987